# Komandor Peak
Komandor Peak är en bergstopp i Antarktis. Den ligger i Sydshetlandsöarna. Argentina, Chile och Storbritannien gör anspråk på området. Toppen på Komandor Peak är 300 meter över havet.
Terrängen runt Komandor Peak är kuperad. Havet är nära Komandor Peak åt sydost. Trakten är glest befolkad. Närmaste befolkade plats är Commandante Ferraz Station, 5,1 kilometer öster om Komandor Peak. 